# Criminal Minds (mùa 5)
Mùa thứ năm của Criminal Minds lần đầu phát sóng trên đài CBS vào ngày 23 tháng 9 năm 2009 và kết thúc vào ngày 26 tháng 5 năm 2010. Tập 18 là tập mở đầu cho phim ngoại truyện Criminal Minds: Suspect Behavior.

## Dàn diễn viên

### Chính
- Joe Mantegna trong vai Đặc vụ giám sát David Rossi (Đặc vụ cấp cao BAU)
- Paget Brewster trong vai Đặc vụ giám sát Emily Prentiss (Đặc vụ BAU)
- Shemar Moore trong vai Đặc vụ giám sát Derek Morgan (Đặc vụ/Quyền Trưởng Đơn vị BAU)
- Matthew Gray Gubler trong vai Đặc vụ giám sát Tiến sĩ Spencer Reid (Đặc vụ BAU)
- A. J. Cook trong vai Đặc vụ giám sát Jennifer "JJ" Jareau (Liên lạc truyền thông BAU)
- Kirsten Vangsness trong vai Đặc vụ Penelope Garcia (Nhà phân tích kỹ thuật BAU)
- Thomas Gibson trong vai Đặc vụ giám sát Aaron "Hotch" Hotchner (Trưởng Đơn vị/Đặc vụ BAU)

### Khách mời đặc biệt
- Forest Whitaker trong vai Đặc vụ giám sát Sam Cooper (Đội trưởng BAU Red Cell)
- Michael Kelly trong vai Đặc vụ giám sát Jonathan "Prophet" Simms
- Matt Ryan trong vai Đặc vụ giám sát Mick Rawson
- Beau Garrett trong vai Đặc vụ giám sát Gina LaSalle
- Tim Curry trong vai "Hoàng tử Bóng tối"

### Thường xuyên
- Jayne Atkinson trong vai Đặc vụ giám sát Erin Strauss (Trưởng Bộ phận BAU)
- Cade Owens trong vai Jack Hotchner
- Nicholas Brendon trong vai Kevin Lynch
- Meredith Monroe trong vai Haley Hotchner
- Josh Stewart trong vai William "Will" LaMontagne Jr.
- Mekhai Andersen trong vai Henry LaMontagne

### Khách mời
- David Eigenberg trong vai Đặc vụ FBI Russell Goldman (Tập 14)

## Các khách mời

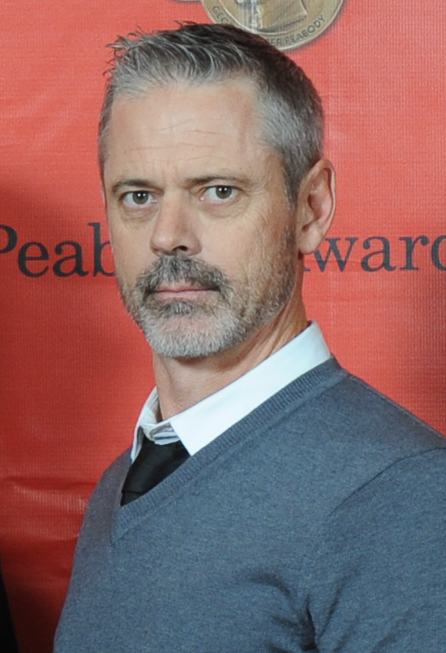
Ngôi sao Southland C. Thomas Howell trở lại vai George Foyet, còn gọi là "The Boston Reaper", trong tập đầu và cột mốc tập thứ 100 của bộ phim.

Trong tập đầu mùa phim "Nameless, Faceless", D. B. Sweeney làm khách mời trong vai Sam Kassmeyer, một cảnh sát tư pháp được giao nhiệm vụ bảo vệ gia đình Aaron Hotchner cho đến khi George Foyet bị bắt. Christopher Cousins làm khách mời trong vai bác sĩ Tom Barton, một bác sĩ phẫu thuật chấn thương có con trai bị nhắm vào bởi cha của một cậu bé mà Barton cố cứu. Trong tập "Haunted", Sean Patrick Flanery làm khách mời trong vai Darrin Call, một sát nhân không bao giờ quên ngày mà nạn nhân của cha hắn bỏ trốn. Glenn Morshower làm khách mời trong vai trung úy Kevin Mitchell, dẫn đầu cuộc điều tra vụ xả súng. Michael Bowen làm khách mời trong vai Tommy Phillips, người sống sót của bố của Darrin, Bill Jarvis, còn gọi là "The Hollow Creek Killer", do Don Creech thủ vai. Trong tập "Reckoner", Lawrence Pressman làm khách mời trong vai Boyd Schuller, một thẩm phán tòa án bị bệnh vô phương cứu chữa đã thuê Tony Mecacci thực hiện chuỗi giết người quái hiệp.

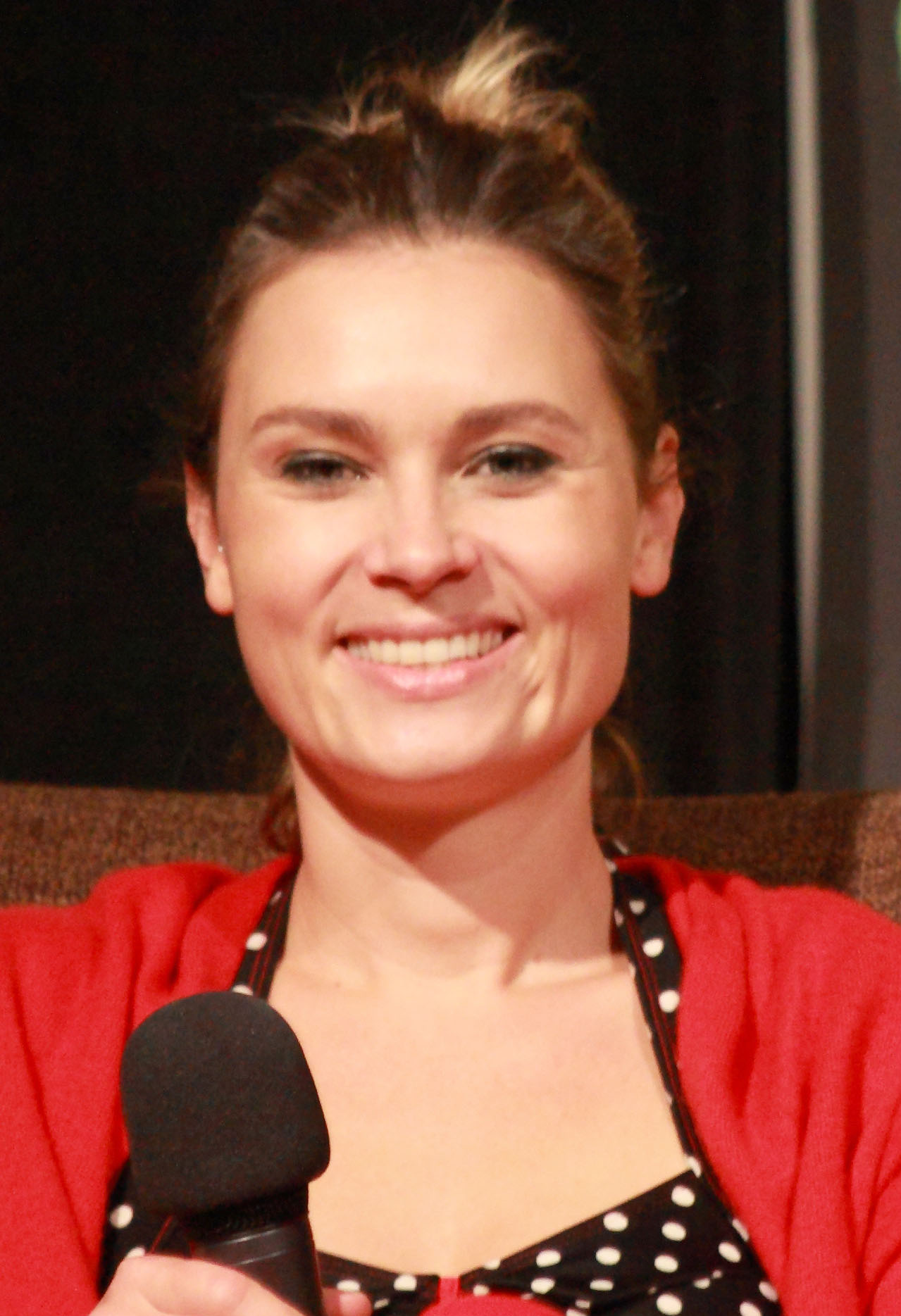
Kristina Klebe xuất hiện trong tập "Outfoxed" vai Miranda Dracar.

Trong tập "Hopeless", Clayne Crawford và Blake Shields làm khách mời trong vai C. Vincent và J.R. Baker, một băng nhóm giết người gọi là "Turner's Group." Wade Williams làm khách mời trong vai thám tử Andrews, dẫn đầu cuộc điều tra các án mạng. Trong tập "Cradle to Grave", Mae Whitman và Hallee Hirsh làm khách mời trong vai Julie và Carol, hai cô gái bị bắt cóc bởi một cặp đôi đã kết hôn, mà không thể có con do vợ sắp chết do ung thư vú. Trong tập "The Performer", Gavin Rossdale làm khách mời trong vai Paul "Dante" Davies, một nhạc sĩ nhạc rock nổi tiếng là nghi phạm của án mạng vài người hâm mộ của anh. Eddie Jemison làm khách mời trong vai quản lý của Paul, Ray Campion, người chịu trách nhiệm cho các án mạng, cũng như đồng phạm, Gina King, do Inbar Lavi thủ vai. Trong tập "Outfoxed", Neal Jones trở lại vai Karl Arnold, còn gọi là "The Fox", được Hotch và Prentiss thẩm vấn, mà họ đang điều tra kẻ đang bắt chước các án mạng của Arnold.

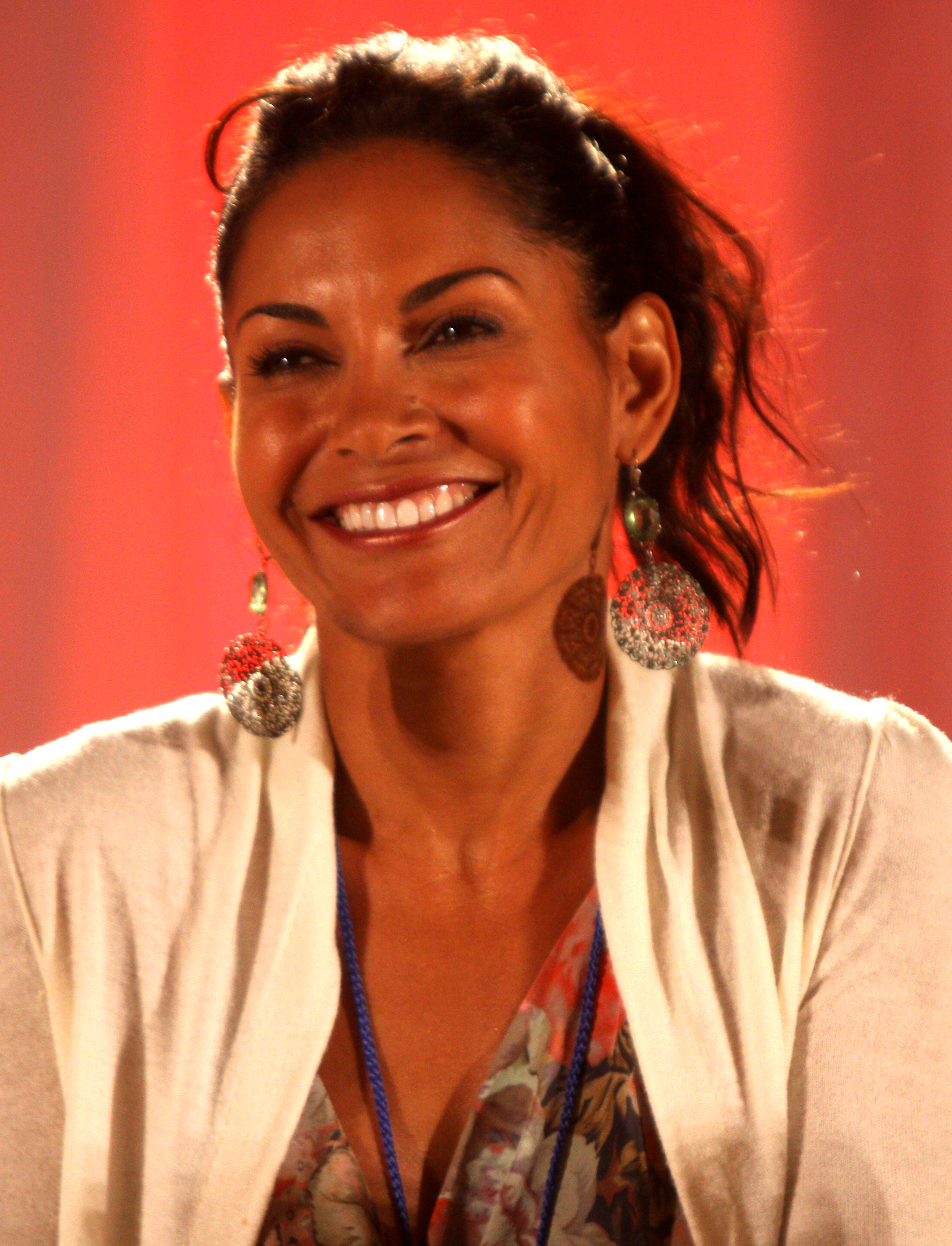
Salli Richardson xuất hiện trong tập "Hopeless" và "The Eyes Have It" vai Tamara Barnes.

Trong tập "The Slave of Duty", Wes Brown làm khách mời trong vai Joe Belser, còn gọi là "The Nashville Stalker", một sát nhân hàng loạt ghét phụ nữ và Khary Payton làm khách mời trong vai thám tử Landon Kaminski, dẫn đầu cuộc điều tra các án mạng. Trong tập "Retaliation", Lee Tergesen làm khách mời trong vai Dale Schrader, một sát nhân hàng loạt trốn khỏi phòng giam cảnh sát và bắt cóc gia đình của đồng phạm cũ. Trong tập "The Uncanny Valley", Jonathan Frakes làm khách mời trong vai tiến sĩ Arthur Malcolm, một kẻ ấu dâm lạm dụng con gái mình, Samantha, và lấy búp bê bằng sứ của cô bé cho đứa con gái khác. Rosalie Ward làm khách mời trong vai Bethany Wallace, một người phụ nữ bị Samantha Malcolm bắt cóc. Trong tập "Risky Business", John Pyper-Ferguson làm khách mời trong vai Wilson Summers, một người cha đã tạo một trò chơi lan truyền trên internet mà thuyết phục các thanh niên tự tử.

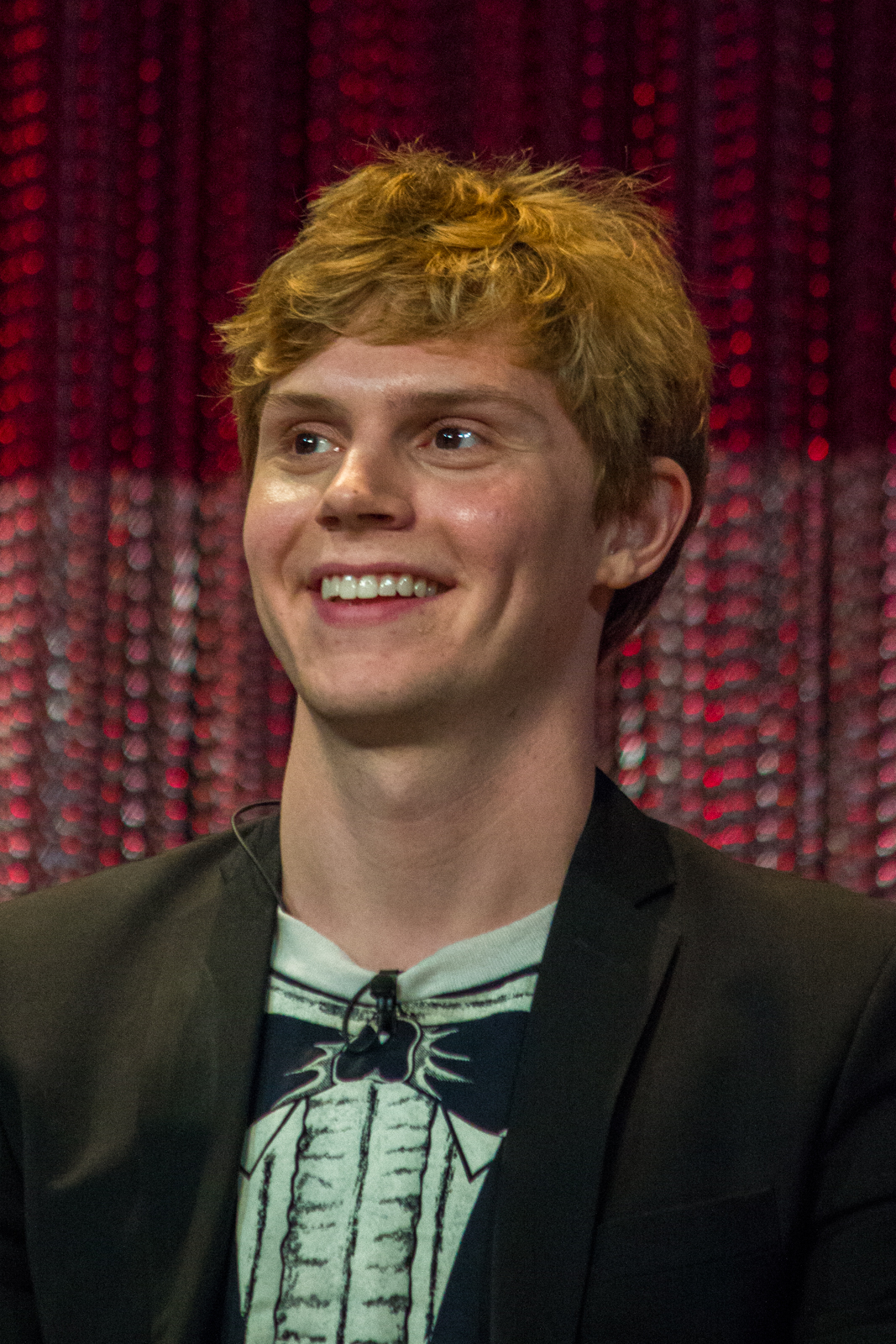
Evan Peters xuất hiện trong tập "Mosley Lane" as Charlie Hillridge.

Trong tập "Parasite", Victor Webster làm khách mời trong vai Bill Hodges, một sát nhân hàng loạt có vợ và hai người tình khác. Annabeth Gish làm khách mời trong vai vợ của Bill, Rebecca, và Valerie Cruz làm khách mời trong vai người tình bí mật của Bill, Brooke Sanchez. Trong tập "Public Enemy", Sprague Grayden làm khách mời trong vai Meg Collins, một bà mẹ sùng đạo và vợ có chồng bị giết bởi Connor O'Brien, một sát nhân giết người chỉ để tạo nỗi sợ giữa cộng đồng. Trong tập "Mosley Lane", Bud Cort và Beth Grant làm khách mời trong vai Roger và Anita Roycewood, một cặp đôi đã kết hôn bắt cóc trẻ em và hỏa táng chúng sau khi an thần chúng. Ann Cusack làm khách mời trong vai Sarah Hillridge, một bà mẹ nghiện rượu và vợ có con trai bị mất tích tám năm, và Brooke Smith làm khách mời trong vai Barbara Lynch, một bà mẹ và vợ có con gái, Aimee, bị nhà Roycewood bắt cóc.

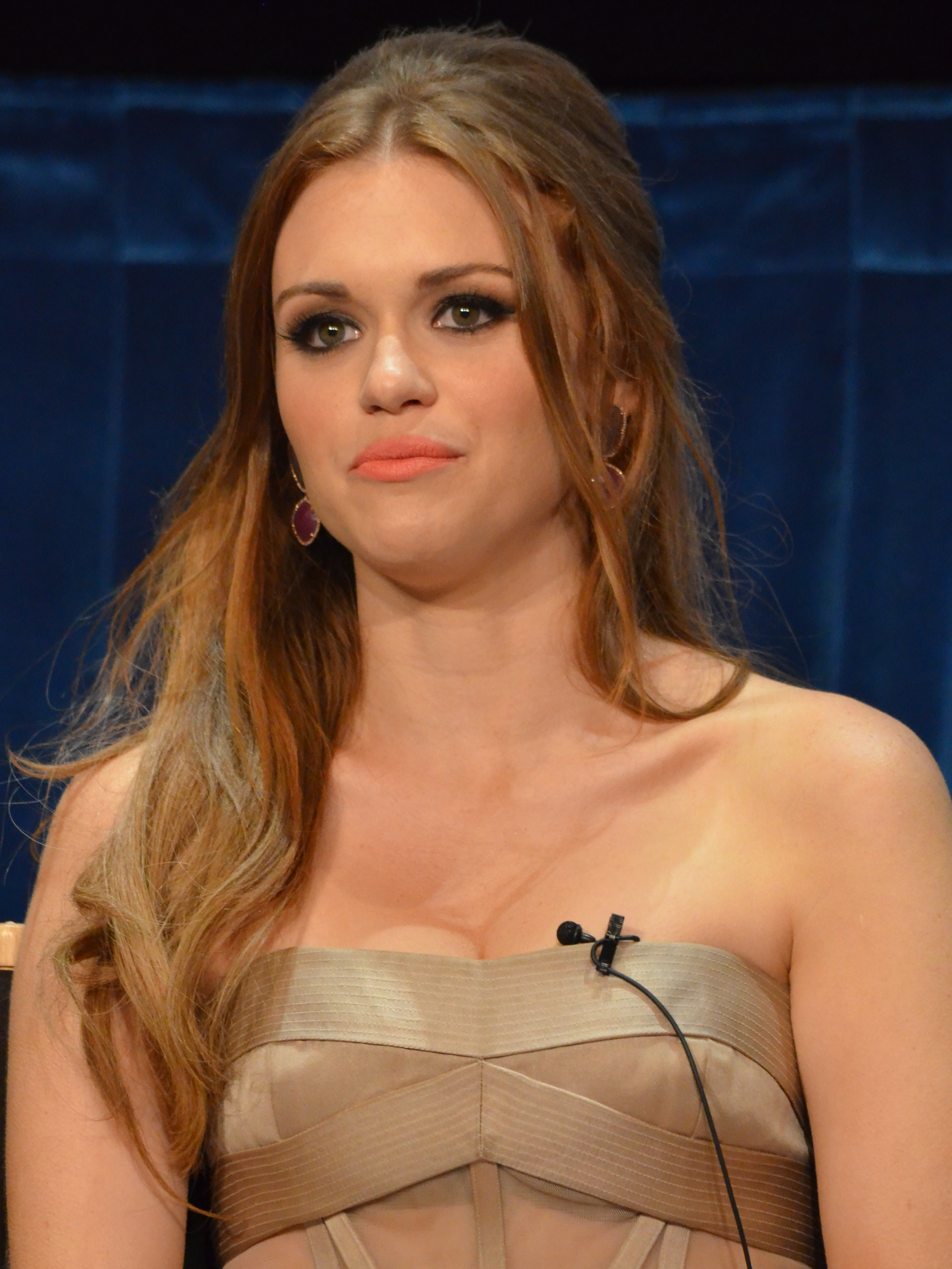
Ngôi sao Teen Wolf Holland Roden xuất hiện trong tập "A Thousand Words" vai Rebecca Daniels.

Trong tập "Solitary Man", Morgan Lily làm khách mời trong vai Jody Hatchett, một cô bé có bố, Wade, bắt cóc các bà mẹ cho Jody và sau đó kể cho cô bé về cuộc phiêu lưu của ông như là chuyện cổ tích. Gabrielle Carteris làm khách mời trong vai Nancy Campbell, nạn nhân cuối cùng mà Wade bắt cóc. Trong tập "The Fight", Alexa Nikolas làm khách mời trong vai Jane McBride, một cô gái trẻ bị John Vincent Bell bắt cóc, cùng với bố mình, Ben. Lesley Fera làm khách mời trong vai Leslie McBride. Trong tập "A Rite of Passage", Mike Doyle làm khách mời trong vai phó cảnh sát Ronald Boyd, một sát nhân hàng loạt nhắm vào người nhập cư bất hợp pháp cố vượt biên Hoa Kỳ. Marlene Forte làm khách mời trong vai cảnh sát trưởng Eva Ruiz, người trợ giúp BAU trong cuộc điều tra các án mạng đến khi Ronald giết cô. Trong tập "A Thousand Words", Jolene Andersen làm khách mời trong vai Juliet Monroe, một góa phụ có thai đã bắt cóc các cô gái vài năm cho đến khi cô chết khi sinh con.

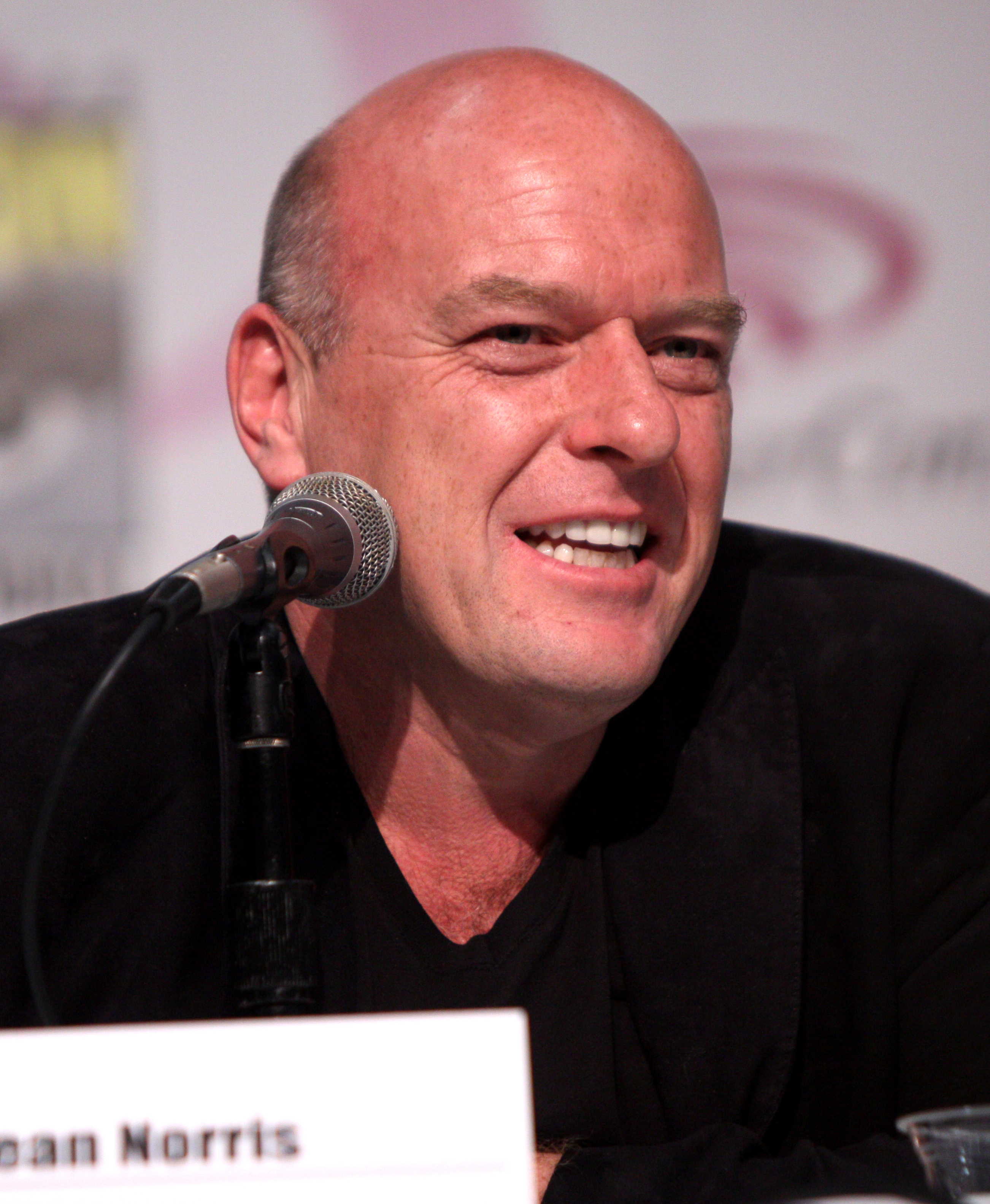
Ngôi sao Breaking Bad Dean Norris xuất hiện trong tập "A Thousand Words" vai thám tử John Barton.

Trong tập "Exit Wounds", Mark L. Young làm khách mời trong vai Owen Porter, một sát nhân hàng loạt và, có thời điểm, một kẻ ăn thịt người, từ một gia đình lạm dụng. Eric Ladin làm khách mời trong vai Joshua Beardsley, một người mong muốn trả thù Porter vì giết mẹ mình Carol, do Dale Dickey thủ vai. Trong tập "The Internet is Forever", Ned Schmidtke làm khách mời trong vai Austin Chapman, đồng phạm của Robert Johnson, còn gọi là "The Internet Killer." Trong tập cuối mùa phim "Our Darkest Hour", Tim Curry làm khách mời trong vai một trong những tội phạm khét tiếng nhất của phim, Billy Flynn, còn gọi là "Hoàng tử Bóng tối", một sát nhân hàng loạt giết tất cả trừ một nạn nhân. Eric Close làm khách mời trong vai Matt Spicer, một thám tử dẫn đầu vụ án Hoàng tử Bóng tối, Robert Davi làm khách mời trong vai cộng sự của Spicer, thám tư Adam Kurzbard, và Linda Purl làm khách mời trong vai Colleen Everson, một người phụ nữ, sau khi Billy Flynn hiếp cô và giết chồng cô, đã tự tử hai lần bất thành.

## Các tập phim
| TT. tổng thể | TT. trong mùa phim | Tiêu đề                   | Đạo diễn             | Biên kịch                                                              | Ngày phát hành gốc   | Mã sản xuất | Người xem tại Hoa Kỳ (triệu) |
| --- | ------------------ | ------------------------- | -------------------- | ---------------------------------------------------------------------- | -------------------- | ----------- | ---------------------------- |
| 92 | 1                  | "Nameless, Faceless"      | Charles S. Carroll   | Chris Mundy                                                            | 23 tháng 9 năm 2009  | 501         | 15.85                        |
| Với Hotch mất tích và các sự kiện của vụ án trước vẫn còn ảnh hưởng họ, các thành viên còn lại của BAU phối hợp với chính quyền địa phương ở McLean, Virginia để bảo vệ một bác sĩ phòng cấp cứu và con trai khỏi một bệnh nhân cũ đòi báo thù cho một cái chết bất công. Trong khi đó, một sát nhân hàng loạt từ quá khứ của đội (C. Thomas Howell) thi hành một kế hoạch nham hiểm liên quan đến một trong họ. |                    |                           |                      |                                                                        |                      |             |                              |
| 93 | 2                  | "Haunted"                 | Jon Cassar           | Erica Messer                                                           | 30 tháng 9 năm 2009  | 502         | 14.24                        |
| Khi một người ở Louisville, Kentucky bị nổi cơn điên và đâm vài người ở một nhà thuốc, BAU cùng nhau dựng bài phân tích và làm việc với chính quyền địa phương truy lùng hắn. Trong khi đó, Hotch tiếp tục hồi phục từ vụ tấn công của Foyet và Prentiss để ý một thay đổi đáng ngại trong hành vi của anh. |                    |                           |                      |                                                                        |                      |             |                              |
| 94 | 3                  | "Reckoner"                | Karen Gaviola        | Dan Dworkin & Jay Beattie                                              | 7 tháng 10 năm 2009  | 503         | 14.05                        |
| Khi ba cư dân ở Commack, Long Island bị bắn ở tầm gần và bị chặt sau khi chết, BAU đi truy bắt một sát thủ được thuê thực hiện một chuỗi án mạng quái hiệp. Trong khi đó, Rossi thấy bản thân bị ép đối mặt quá khứ của mình sau khi phát hiện một liên kết giữa bạn thời thơ ấu và một trong những mục tiêu dự định của sát thủ.                                                                                |                    |                           |                      |                                                                        |                      |             |                              |
| 95 | 4                  | "Hopeless"                | Félix Alcalá         | Chris Mundy                                                            | 14 tháng 10 năm 2009 | 504         | 13.92                        |
| Khi một chuỗi các sự cố phá hoại leo thang đến tột độ dẫn đến một án mạng bốn người, BAU làm việc với Sở cảnh sát thủ đô để truy lùng một đội giết người ba thành viên thực hiện tội ác bạo lực kinh hoàng. Trong khi đó, Morgan thấy bản thân làm giả một mối quan hệ cá nhân với một người phụ nữ có liên quan đến một trong các nạn nhân.                                                                     |                    |                           |                      |                                                                        |                      |             |                              |
| 96 | 5                  | "Cradle to Grave"         | Rob Spera            | Breen Frazier                                                          | 21 tháng 10 năm 2009 | 505         | 14.27                        |
| Khi ba cô gái ở Albuquerque, New Mexico bị bắt cóc, làm có thai, và bị siết cổ đến chết sau khi sinh, BAU đi truy bắt một sát nhân hàng loạt có động lực bất thường. Trong khi đó, Hotch bắt đầu cho Morgan nhiệm vụ thêm sau khi được Trưởng Bộ phận Strauss đến thăm bất ngờ. |                    |                           |                      |                                                                        |                      |             |                              |
| 97 | 6                  | "The Eyes Have It"        | Glenn Kershaw        | Oanh Ly                                                                | 4 tháng 11 năm 2009  | 506         | 12.55                        |
| Với Morgan chính thức thay Hotch làm Trưởng Đơn vị, BAU đi phân tích và truy lùng một sát nhân hàng loạt ở thành phố Oklahoma, Oklahoma mà moi mắt nạn nhân và giữ làm kỉ niệm. |                    |                           |                      |                                                                        |                      |             |                              |
| 98 | 7                  | "The Performer"           | John Badham          | Holly Harold                                                           | 11 tháng 11 năm 2009 | 507         | 12.77                        |
| Khi ba cô gái ở Los Angeles, California bị đánh bằng dùi cui đến chết và bị rút hết máu, BAU làm việc với một đồng minh từ quá khứ của họ (Ian Anthony Dale) và xem xét một ngôi sao nhạc rock Goth (Gavin Rossdale) có chịu trách nhiệm cho tội ác hay không. |                    |                           |                      |                                                                        |                      |             |                              |
| 99 | 8                  | "Outfoxed"                | John Gallagher       | Simon Mirren                                                           | 18 tháng 11 năm 2009 | 508         | 13.70                        |
| Khi hai gia đình quân đội ở Hampton, Virginia chết trong khi bố đi nước ngoài, BAU xác định tội ác tương tự với án mạng do kẻ tàn sát gia đình đang bị giam Karl Arnold (Neal Jones) thực hiện và làm việc với hắn để bắt sát nhân. Trong khi đó, Hotch trở nên mất bình tĩnh sau khi nhận một tin nhắn đáng ngại.                                                                                               |                    |                           |                      |                                                                        |                      |             |                              |
| 100 | 9                  | "100"                     | Edward Allen Bernero | Bo Crese                                                               | 25 tháng 11 năm 2009 | 509         | 13.61                        |
| Sau cuộc chạm trán với George Foyet ở nhà cũ của Hotch, BAU bị thẩm vấn riêng về các sự kiện dẫn đến và xung quanh nỗ lực ngăn chặn hắn đe dọa Haley và Jack. |                    |                           |                      |                                                                        |                      |             |                              |
| 101 | 10                 | "The Slave of Duty"       | Charles Haid         | Rick Dunkle                                                            | 9 tháng 12 năm 2009  | 510         | 14.43                        |
| Với Hotch nghỉ phép để suy ngẫm về tương lai của mình với FBI, BAU đến Nashville, Tennessee để bắt một sát nhân hàng loạt bám đuôi phụ nữ và tán tỉnh trái ý muốn của họ trước khi giết họ. |                    |                           |                      |                                                                        |                      |             |                              |
| 102 | 11                 | "Retaliation"             | Félix Alcalá         | Erica Messer                                                           | 16 tháng 12 năm 2009 | 511         | 14.68                        |
| Trong khi kết thúc một vụ án liên quan đến một cựu tù và con gái ở Lockport, New York, BAU đi tìm một lý do không nói ra khi ông ta bỏ trốn với sự giúp đỡ của một đồng phạm chưa biết và bắt đầu đi tàn sát. |                    |                           |                      |                                                                        |                      |             |                              |
| 103 | 12                 | "The Uncanny Valley"      | Anna J. Foerster     | Breen Frazier                                                          | 13 tháng 1 năm 2010  | 512         | 13.90                        |
| Khi hai cô gái ở Atlantic City, New Jersey được tìm thấy chết do bị liệt do dùng thuốc, BAU đưa ra bài phân tích về một nữ sát nhân hàng loạt bắt cóc loại phụ nữ nhất định cho một ám ảnh cá nhân bất thường. |                    |                           |                      |                                                                        |                      |             |                              |
| 104 | 13                 | "Risky Business"          | Rob Spera            | Jim Clemente                                                           | 20 tháng 1 năm 2010  | 513         | 14.91                        |
| Khi bốn thanh niên ở Evanston, Wyoming tự tử trong hai tuần, BAU tập trung nỗ lực vào một "trò chơi bóp cổ" trên mạng mà thao túng học sinh cấp ba tham gia và xem ai có thể hơn được người khác. |                    |                           |                      |                                                                        |                      |             |                              |
| 105 | 14                 | "Parasite"                | Charles S. Carroll   | Oanh Ly                                                                | 3 tháng 2 năm 2010   | 514         | 14.75                        |
| Khi một đặc vụ từ Bộ phận Tội phạm Trí tuệ cao FBI nghi một kẻ lừa đảo mà anh đang theo dõi là chịu trách nhiệm cho án mạng một người phụ nữ ở Miami, Florida, BAU đưa ra phân tích về một sát nhân mới nở giết người mà hắn lừa để cho họ khỏi làm lộ hoạt động của hắn. |                    |                           |                      |                                                                        |                      |             |                              |
| 106 | 15                 | "Public Enemy"            | Nelson McCormick     | Jess Prenter Prosser                                                   | 10 tháng 2 năm 2010  | 515         | 14.33                        |
| Khi ba cư dân ở Providence, Rhode Island bị đâm chết trong các khu vực được cho là trụ cột của cộng đồng, BAU đưa ra phân tích và truy lùng một sát nhân hàng loạt nhất quyết tạo ra cuồng loạn diện rộng. |                    |                           |                      |                                                                        |                      |             |                              |
| 107 | 16                 | "Mosley Lane"             | Matthew Gray Gubler  | Simon Mirren & Erica Messer                                            | 3 tháng 3 năm 2010   | 516         | 13.00                        |
| Khi một cô bé tám tuổi mất tích ở Ashburn, Virginia và một bà mẹ đơn thân (Ann Cusack) khẳng định vụ bắt cóc có liên kết đến vụ việc của con trai bà, Charlie (Evan Peters), BAU buộc phải truy lùng một kẻ săn mồi chịu trách nhiệm cho việc bắt cóc 12 trẻ em trong hơn một thập kỷ. |                    |                           |                      |                                                                        |                      |             |                              |
| 108 | 17                 | "Solitary Man"            | Rob Hardy            | Kimberly Ann Harrison & Ryan Gibson                                    | 10 tháng 3 năm 2010  | 517         | 13.29                        |
| Khi Cơ sở dữ liệu sát nhân hàng loạt tốc hành của FBI gợi ý năm cô gái được tìm thấy bị siết cổ chết dọc khắp nhiều biên giới bang do một sát nhân mới nở, BAU ra sức truy lùng một tài xế xe tải gốc ở Edgewood, New Mexico có một nhiệm vụ cá nhân. |                    |                           |                      |                                                                        |                      |             |                              |
| 109 | 18                 | "The Fight"               | Richard Shepard      | Kịch bản : Chris Mundy Cốt truyện : Chris Mundy & Edward Allen Bernero | 7 tháng 4 năm 2010   | 518         | 12.70                        |
| Khi một người vô gia cư ở San Francisco, California được tìm thấy chết và một người cha và con gái tuổi teen bị bắt cóc sau đó, BAU làm việc với SSA Sam Cooper (Forest Whitaker) và Đơn vị Red Cell, một đội phản ứng nhanh với các phương pháp không chính thống, để tìm một liên kết giữa hai vụ án. Tập này được coi là tập mở màn bí mật cho Criminal Minds: Suspect Behavior.                              |                    |                           |                      |                                                                        |                      |             |                              |
| 110 | 19                 | "A Rite of Passage"       | John Gallagher       | Victor De Jesus                                                        | 14 tháng 4 năm 2010  | 519         | 12.44                        |
| Khi ba đầu người bị chặt được phát hiện ở Terlingua, Texas, BAU đưa ra bài phân tích và truy lùng một sát nhân hàng loạt nhắm vào người nhập cư bất hợp pháp mà vượt Biên giới México–Hoa Kỳ. |                    |                           |                      |                                                                        |                      |             |                              |
| 111 | 20                 | "...A Thousand Words"     | Rosemary Rodriguez   | Edward Allen Bernero                                                   | 5 tháng 5 năm 2010   | 520         | 12.39                        |
| Khi một sinh viên đại học ở Tallahassee, Florida mất tích cùng đêm một người đàn ông tự tử và chính quyền địa phương phát hiện ảnh và đoạn báo bị cắt về cô gái bị giết hơn thập kỷ trước, BAU phân tích người chết và giải cứu nạn nhân. |                    |                           |                      |                                                                        |                      |             |                              |
| 112 | 21                 | "Exit Wounds"             | Charles S. Carroll   | Rick Dunkle                                                            | 12 tháng 5 năm 2010  | 521         | 13.07                        |
| Khi ba công dân Alaska bị giết trong hơn một tuần, BAU nỗ lực xác định một sát nhân hàng loạt ám ảnh săn bắn. Trong khi đó, Garcia theo đội và làm cho bản thân rơi vào một tình huống nguy hiểm. |                    |                           |                      |                                                                        |                      |             |                              |
| 113 | 22                 | "The Internet Is Forever" | Glenn Kershaw        | Breen Frazier                                                          | 19 tháng 5 năm 2010  | 522         | 13.25                        |
| Khi ba phụ nữ ở Boise, Idaho mất tích và video về cái chết của họ được đăng lên mạng, BAU phân tích một sát nhân sử dụng các trang mạng xã hội làm đất săn của hắn và truy lùng hắn trước khi hắn giết nạn nhân tiếp theo. |                    |                           |                      |                                                                        |                      |             |                              |
| 114 | 23                 | "Our Darkest Hour"        | Edward Allen Bernero | Erica Messer                                                           | 26 tháng 5 năm 2010  | 523         | 12.97                        |
| Khi một sát nhân Los Angeles, California lợi dụng việc mất điện luân phiên để gây án, BAU truy lùng hắn và đối phó với một liên kết bất ngờ có thể thay đổi cục diện cuộc điều tra. |                    |                           |                      |                                                                        |                      |             |                              |

1. ↑  'Bo Crese' là một biệt hiệu dùng trong giới thiệu của "100". Nó là tên ghép lại từ chữ cái đầu của mỗi biên kịch đóng góp cho kịch bản: Breen Frazier, Oanh Ly, Chris Mundy, Rick Dunkle, Erica Messer, Simon Mirren và Edward Allen Bernero.

## Băng đĩa
| The Complete Fifth Season                                                                         |                                                                                                   | | | |
| Chi tiết bộ đĩa                                                                                   | Chi tiết bộ đĩa                                                                                   | Nội dung đặc biệt | Nội dung đặc biệt | |
| - 23 tập - Bộ 6 đĩa - Tỉ lệ khung hình: 2.35:1 - Phụ đề: Tiếng Anh - Tiếng Anh: Dolby Digital 5.1 | - 23 tập - Bộ 6 đĩa - Tỉ lệ khung hình: 2.35:1 - Phụ đề: Tiếng Anh - Tiếng Anh: Dolby Digital 5.1 | - Khiếp sợ the Reaper - Ăn mừng tập 100 - Gubler đạo diễn - Nhân chứng quan trọng - Quảng cáo trên sóng truyền hình - Hồ sơ vụ án - Cảnh phim gây cười | - Khiếp sợ the Reaper - Ăn mừng tập 100 - Gubler đạo diễn - Nhân chứng quan trọng - Quảng cáo trên sóng truyền hình - Hồ sơ vụ án - Cảnh phim gây cười | - Khiếp sợ the Reaper - Ăn mừng tập 100 - Gubler đạo diễn - Nhân chứng quan trọng - Quảng cáo trên sóng truyền hình - Hồ sơ vụ án - Cảnh phim gây cười |
| Ngày phát hành DVD                                                                                |                                                                                                   | | | |
| Vùng 1                                                                                            | Vùng 2                                                                                            | Vùng 4 | | |
| 7 tháng 9 năm 2010                                                                                | 28 tháng 2 năm 2011                                                                               | 2 tháng 3 năm 2011 | | |